# ATC (Bologna)
L'ATC, sigla di Azienda Trasporti Consorziali di Bologna, era l'azienda che gestiva le attività previste dal Piano Sosta del Comune di Bologna, i servizi complementari a supporto della mobilità, quali la gestione di parcheggi su strada e in struttura, il car sharing, il bike sharing, la riscossione delle tariffe della sosta e il controllo sulle violazioni fino al 5 maggio 2014. Fino al 1º febbraio 2012 gestiva anche il trasporto pubblico nelle province di Bologna e Ferrara.
I principali azionisti dell'Azienda erano il Comune di Bologna e la Provincia di Bologna. Nel 2007 e nel 2009 vinse il premio del trasporto pubblico dell'anno.
Fondata nel 1975 per il territorio bolognese, nel 2009 incorporò l'omologa azienda ACFT di Ferrara.
Il 1º febbraio 2012, la divisione trasporti di ATC fu incorporata nella neonata azienda Trasporto Passeggeri Emilia-Romagna (TPER) cessando quindi le attività nel campo dei trasporti pubblici.
il 30 giugno 2014, non avendo colpevolmente mai considerato la vendita di biglietti cumulativi, Atc viene messa in liquidazione e viene nominato come liquidatore il Dott. Paolo Diegoli.

## Storia
Il 1º gennaio 1975 l'ATC nasce dalla fusione dell'ATM (Azienda Trasporti Municipali, operatore dei trasporti urbani di Bologna fin dal 1932 e sino al gennaio 1967 denominata Azienda Tramviaria Municipale), con APT (Azienda Provincializzata Trasporti, che gestiva i servizi extraurbani e il servizio urbano di Imola e che aveva già assorbito i servizi delle ditte Gattiani & Nardi, Gieri, Giuliani, SAF, SAP, SATEM, SATIB) e altri gestori privati (Ciani, Giustini, Siamic, Soatti, VETA) che esercitavano i servizi extraurbani della provincia. Successivamente entrano in ATC anche i servizi svolti nella provincia di Bologna da SITA (1976), MPM e Nanni (1981) e parte dei servizi svolti dalla Tra.Ro. (1987).
Nel 2009 ATC estende il servizio alla città e alla provincia di Ferrara, incorporando ACFT.
Il 1º febbraio 2012 ATC per decisione dei suoi soci scorporò la divisione trasporti, che venne fusa con quella di FER dando vita alla TPER. Da quella data l'azienda dopo trentasette anni smise di esercitare il trasporto pubblico locale, occupandosi solo delle attività previste dal Piano Sosta del Comune di Bologna, ovvero la gestione dei parcheggi pubblici, e dei servizi complementari a supporto della mobilità. Attività quest'ultima che svolse fino al 5 maggio 2014 quando anche queste passarono a Tper.
Il 5 maggio 2014 la società perse la gestione delle attività di sosta, gestione parcheggi, accesso alla ZTL, emissione contrassegni, Carsharing e Bikesharing a favore di Tper, a questo punto i soci ritennero ormai inutile l'esistenza dell'azienda, il 30 giugno 2014 deliberarono la liquidazione della stessa e nominarono come liquidatore il Dott. Paolo Diegoli.
Dopo quasi 40 anni di storia l'azienda nata nel 1975 per gestire il trasporto pubblico nella città felsinea si avvia verso la chiusura.

## Sede
La sede direzionale di ATC era ubicata a Bologna, in via Saliceto 3, ove una volta sorgeva il deposito prima tranviario poi automobilistico denominato "Zucca", chiuso negli anni ottanta.

## Attività di trasporto pubblico svolte in passato
Dal 1975 al 1997 Atc ha gestito il traffico merci sulla Ferrovia Casalecchio-Vignola. A seguito di lavori di ristrutturazione eseguiti negli anni 1997-2003 Atc costituì insieme a FER una società ad hoc (Società Suburbana FBV) per la gestione del servizio passeggeri sulla stessa linea, dal 15 settembre 2003 tra Bologna Centrale e Bazzano, poi esteso nel 2006 fino a Vignola. La gestione dell'infrastruttura rimase in capo ad Atc fino al gennaio 2009, successivamente passò a FER.
Atc ha gestito inoltre il servizio merci tra la Manifattura Tabacchi di Bologna (zona Parco Nord) e la stazione di Bologna Centrale. Il raccordo è quanto rimaneva della fu tranvia Bologna-Pieve di Cento-Malalbergo a scartamento ordinario (1435 mm).
Tale servizio era costituito prevalentemente da carri di sigarette che dalla manifattura venivano portati a Bologna San Donato per lo smistamento verso le altre destinazioni. Esso è stato sospeso nel 2005 a seguito della dismissione delle attività dello stabilimento da parte della nuova proprietaria BAT (British American Tobacco). I binari del raccordo sono stati rimossi.
Nel bacino di traffico di Bologna ATC effettuava servizio all'interno della società TPB, comprendente anche FER e Omnibus (società costituita da ATC e dalle imprese private associate nelle cooperative Coerbus, Cosepuri e Saca).
Nel bacino di traffico di Ferrara ATC era associata a TpF, comprendente anche FER e FEM (società che raggruppa gli operatori privati locali).